# Caesioperca
Caesioperca – rodzaj ryb okoniokształtnych z rodziny strzępielowatych.

## Klasyfikacja
Gatunki zaliczane do tego rodzaju:
- Caesioperca lepidoptera
- Caesioperca rasor